# Láng György
Láng György (Budapest, Józsefváros, 1908. április 4. – Budapest, 1976. április 3.) magyar író, zeneszerző, karnagy és grafikus.

## Élete
Láng Salamon (1877–1948) államvasúti hivatalnok és Grünfeld Rozália (1878–1957) fia. A Zeneakadémián zeneszerzői és karnagyi diplomát szerzett. Kodály Zoltán növendéke volt. Egyidejűleg a Képzőművészeti Főiskolát is elvégezte. Szimfonikus, kamara- és kórusműveket komponált. Az 1930-as években sorra jelentek meg zenei kritikái Az Est Lapokban, a Budapester Montagszeitungban, a Budapesti Hírlapban, az Újságban, a Heti Hírekben és az Előre lapokban. 1940-ben jelent meg legismertebb műve, a Bach életét bemutató A Tamás-templom karnagya című eredetileg három kötetes, nagy életrajzi regénye. A háború kettétörte karrierjét. Előbb munkaszolgálatos volt, majd a Mauthausenhez tartozó gunskircheni koncentrációs táborba került. A táborban is próbált újságot szerkeszteni, amelyet egyedüli deportációs lapként „Alpenjäger" címmel adtak ki. 1945. május 5-én szabadult fel, akárcsak Hegedüs Géza író, akihez baráti kapcsolat fűzte. A háború után két évig Németországban maradt és egy szövetséges alakulat tagjaként nácik után kutatott. Az ötvenes években zenei és képzőművészeti előadásokat tartott és énekkarokat szervezett, de ahhoz, hogy családját el tudja tartani, éjjelente kocsmákban zongorázott. Az 1960-as években a Művészeti Szakszervezetek továbbképző stúdiójának tanára volt. Legjelentősebb alkotásának – kamaraművei mellett – a Concerto Ebraico című hegedűversenyét tartják, amely zsidó motívumokon alapul  Három művét színpadra is állították. Nevét mindenekelőtt nagy sikerű zenei tárgyú könyvei tették ismertté. Utolsó regényét, a Hanelét halála után adták ki.
Felesége Weinstein Izabella volt. Fiai Tamás és Péter.

## Főbb művei
- A Tamás-templom karnagya. Bach János Sebestyén életének regénye (Budapest, 1940; átdolgozva, Budapest, 1958 és 2007-ig még legalább 9 kiadás)
- Bartók élete és művei (Budapest. 1947)
- Szív és szaxofon (regény, Budapest 1947)
- Joseph Haydn (Budapest, 1959)
- Primavera (Sandro Botticelli élete, regény, Budapest, 1969)
- Beethoven tavasza (életrajzi regény, Budapest, 1973)
- Hanele (regény, Budapest. 1980)

### Színművei
- Katz bácsi (zenés játék, Bethlen téri színpad, 1935)
- Akik túlélték (Belvárosi Színház, 1946)
- Két férfi az ágy alatt (Dosztojevszkij témája nyomán, Vígszínház, 1949–50)